# Elizabeth Roboz

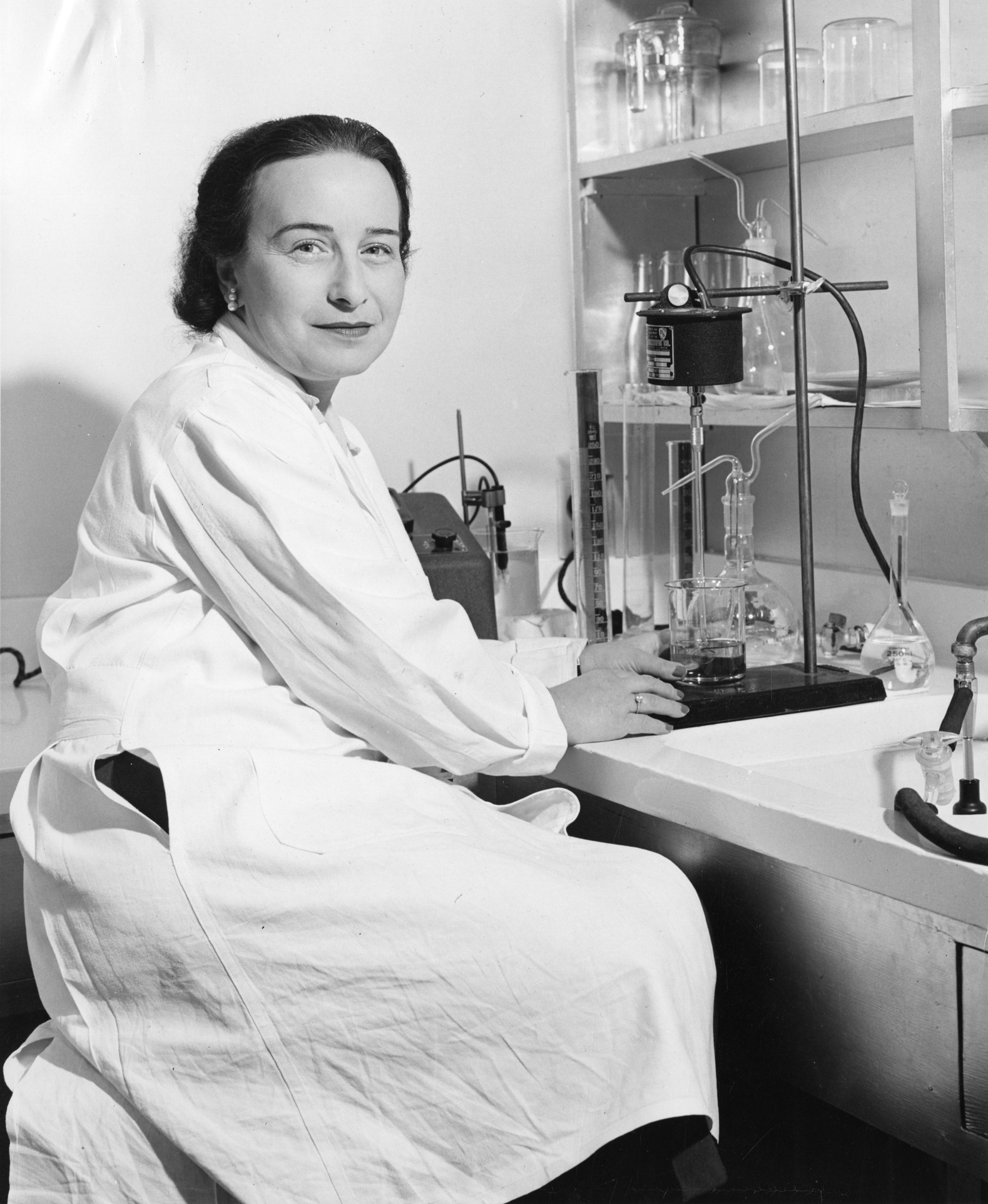
Elizabeth Roboz (1948)

Elizabeth Roboz (* 1904 in Ungarn; † 9. Januar 1995 in Berkeley, Kalifornien) war eine US-amerikanische Neurochemikerin.

## Leben
Die Tochter eines Rabbiners und Lehrers wuchs im transsylvanischen Szászváros auf. Nach dem Tod des Vaters 1914 zog ihre Mutter mit den sechs Kindern nach Nyíregyháza.
Elisabeth Roboz studierte Physik und Chemie in Wien, arbeitete in Zellners Labor an Pflanzen-Biochemie und erhielt 1928 ihren Doktortitel. Zurück in Ungarn verlangte man von ihr eine Wiederholung der Prüfung für eine Bestätigung durch die Universität Budapest. Für einen Landwirtschaftsbetrieb errichtete sie ein Labor für Pflanzenernährung.
Als landwirtschaftliche Spezialistin erhielt sie ein US-Visum, mit dem sie 1939/40 in die USA emigrieren konnte, wo sie zunächst in Stockton, CA, für eine Kartoffel- oder Chemiefabrik ebenfalls ein Labor für Pflanzenernährung errichtete.
1942 begann Roboz am California Institute of Technology als Assistentin von Arie Jan Haagen-Smit. Sie studierte die Aloe vera und wurde zum Research associate ernannt. Da Frauen am Cal Tec nicht zu Professoren ernannt werden, akzeptierte sie 1945 einen Ruf als Associate Professor an die University of Wyoming, wo sie als Forschungschemiker am College of Engineering arbeitete. 1948–1952 ging sie als Research associate an die Stanford University. Sie wohnte in Palo Alto. Auf Vorschlag von George Pólya rief sie Frieda und Hans Albert Einstein an, mit denen sie sich anfreundete.
Von 1952 bis 1958 unterrichtete sie an der Georgetown University Biochemie für Medizinstudenten und dozierte am Veterans Administration Hospital. In der Zeit studierte sie Neurochemie und begann sich für Multiple Sklerose zu interessieren, worüber sie an den National Institutes of Health forschte. 1958 wurde sie als Associate Professor für Medizin an die Stanford University berufen, wo sie Neurochemie lehrte. Die Forschungsgruppe, die sie leitete, wurde vom NIH und später von der National Science Foundation unterstützt.
Nach Frieda Einsteins Tod heiratete Roboz im Mai 1959 Hans Albert († 1973). Frieda hatte bei der Wohnungsauflösung der 1948 in Zürich verstorbenen Mileva Marić deren alte Liebesbriefe entdeckt und wollte in den 1950ern das Büchlein Einstein’s Letters to his Family herausbringen, was Otto Nathan jedoch juristisch vereitelte. Elizabeth deponierte die 500 Liebesbriefe in einem Schließfach.
Um näher bei ihrer Familie zu arbeiten  wechselte sie an die University of California in San Francisco. Sie setzte ihre Forschung fort und lehrte Neurochemie. Von 1961 bis 1962 ging sie als SEATO-Dozent an die Universität Bangkok. Sie untersuchte das Myelin von Nervenfasern und entdeckte das Myelin-Protein.
Nach dem Tod ihres Mannes stellte sie 1991 Hans Albert Einstein: Reminiscences of His Life and Our Life Together fertig, wobei Djordje Krstićs Anhang Mileva Einstein-Marić von Allen Esterson kritisiert wird. Elizabeth Roboz Einstein war an über 90 Publikationen beteiligt.
Elizabeth Roboz starb am 9. Januar 1995 in Berkeley.

## Veröffentlichungen
- Proteins Of The Brain and CSF In Health and Disease ; 1982
- Special issue dedicated to Elizabeth Roboz-Einstein; 1984
- Species specificity in response to tryptophan modified encephalitogen
- Determination of gamma globulin in the cerebrospinal fluid by quantitative chromatography
- Suppression of experimental allergic encephalomyelitis by chemically modified encephalitogen
- Quantitative determination of ?-globulin in human sera by column chromatography
- Belki mozga i spinnomozgovoj židkosti v norme i patologii; 1988